# Elysius castanea
Elysius castanea är en fjärilsart som beskrevs av Rothschild 1909. Elysius castanea ingår i släktet Elysius och familjen björnspinnare. Inga underarter finns listade i Catalogue of Life.